# Phoroncidia splendida
Phoroncidia splendida är en spindelart som beskrevs av Tord Tamerlan Teodor Thorell 1899. Phoroncidia splendida ingår i släktet Phoroncidia och familjen klotspindlar. Inga underarter finns listade i Catalogue of Life.